# سويهيرو تانيمورا
سويهيرو تانيمورا (باليابانية: 種村 季弘) ,(ولد 21 مارس 1933 – توفي 29 أغسطس 2004) كان مترجما (من اللغة الألمانية إلى اللغة اليابانية) وناقد.
ولد سويهيرو في توشيما، طوكيو في عام 1933. توفيت والدته في عام 1946. وأصبحت مهتما بالألمانية وهو لا يزال في سن المراهقة، ودخل جامعة طوكيو في عام 1951.حيث تخصص أولا في علم الجمال لكنه تحول إلى الأدب الألماني وتخرج في عام 1957 و لفترة قصيرة عمل بعد ذلك في كوبونشا في تحرير مجلة المرأة Josei Jishin.
من عام 1963 حتى عام 1968، درّس سويهيرو بوصفه محاضرا غير متفرغ في جامعة كومازاوا.في عام 1968 حصل على وظيفة ثابتة في جامعة متروبوليتان طوكيو، لكنه استقال في عام 1971 وذهب إلى أوروبا، حيث قضى الكثير من الوقت حتى عام 1978،عندما تولى منصب آخر ثابت في جامعة كوكوجاكوين، حيث انه درّس حتى ديسمبر 2002.في حوالي هذا الوقت تم تشخيص حالته بأنه مصاب بالسرطان، وبسببه مات في عام 2004.
سويهيرو صاحب ترجمات وافرة من الألمانية، الكاتب وأنثولوجيا كتابات الآخرين، مع وجود اتجاه معين نحو موضوعات متوهجة نوعا ما مثل مصاصي الدماء و زاخر مازوخ. جمعت كتاباته الأولى في عشر مجلدات طبعت في 1979. بعد عقدين من الزمن كان هذا تكملها مجموعة ثمانية مجلدات.

## أعمال تانيمورا
- Tanemura Suehiro no rabirintos (種村季弘のラビリントス,متاهة تانيمورا سويهيرو). 10 مجلدات. طوكيو: سيدوشا, 1979.
- Tanemura Suehiro no neo-rabirintos (種村季弘のネオ・ラビリントス, متاهة تانيمورا سويهيرو الجديدة). 8 مجلدات. طوكيو: كاوادا شوبو شينشا , 1998–9.